# Данилевський Борис Іванович
Борис Іванович Данилевський (22.04.1900-29.07.1938) — професійний бандурист-бас. Закінчив Київський муздрам інститут як диригент духового оркестру в 1933 р. Учасник Київської капели бандуристів. Безпідставно арештований в 22.04.1938 р. «за участь у контрреволюційній організації, систематичну контреволюційну агітацію». Особливою трійкою НКВС за ст. 54-2, 54-11 КК УРСР засуджено 29. 07. 38 року до «вищої міри соціального захисту» — розстрілу. Родині говорили, що згинув у 1943 р.
Данилевський завершив свої студії в Київському Муз-драм Інституті ім. М. Лисенка як диригент духових оркестрів в 1933 р. Грав в Київській капелі бандуристів. В 1933 р. художній керівник колективу. Вперше арештований в 1934 р. В 22.04.1938 р. знову арештований. Розстріляний 29.07.1938 р. Родині говорили, що помер у 1943 р.